# Far Cry (видео-игра)
Far Cry је пуцачина из првог лица коју је развила компанија Crytek, а издао Ubisoft за Microsoft Windows 2004. године. Прва је игра у серијалу Far Cry, а њен наставак је Far Cry 2 који је изашао 2008. 
Прича прати бившег специјалца Џека Карвера који је у пратњи новинарке Валери. Њој је у плану да истражи чудна дешавања на усамљеном архипелагу. Међутим, одједном их нападају плаћеници  који им уништавају пловило и двојац бива раздвојен. Карвер се извукао, али од Валери нема ни трага. Он креће у опасан поход против плаћеника, а убрзо ће открити зашто су та острва толико мистериозна.
Игра се игра из првог лица и омогућава играчу да користи више оружја и да истражује окружење у ком се налази. Far Cry је највише хваљен због своје графике, гејмплеја и слободе при игрању. Четири месеца наког званичног изласка продано је више од 730.000 примерака, а укупно 2,5 милиона. Успех Far Cry-а довео је до неколико самосталних наставака које је развијао Ubisoft, као и римејкова: Far Cry Instincts и Far Cry Instincts: Predator. Изашла је и филмска адаптација игрице 2008. године.

## Радња
Прича нас ставља у улога Џека Карвера (Jack Carver), бившег припадника специјалних снага, кога је унајмила Валери Константин (Valerie Constantine), тајног агента ЦИА-е која се представља као новинарка, чији је задатак да истражи чудна догађања на једном архипелагу у Микронезији. Након што су кренули на пут, Џеков брод уништили су плаћеници доктора Кригера, који на острвима спроводи тајна генетска истраживања. Џек је успео да извуче живу главу и утекне плаћеницима. Међутим, Валери није било. 
Убрзо након бега, Џек се сусреће с радиом на којем му се обраћа човек под именом Харланд Дојл (Harland Doyle). Он Џеку објашњава да на острвима научник под именом Кригер спроводи генетске модификације на животињама и људима које је назвао трајџентима (Trigens). Џек уз Дојлову помоћ успева да спаси Валери. Њих двоје се договарају да се раздвоје како би боље истражили острва. 
Пред сам крај игре, Дојл је навукао Џека и Валери да узму лажни противотров како би се заштитили од заразе пре уласка у базу. Ипак, противотров је био отров, након чега Џек и Валери бивају заражени. Џек се упутио према бази где убија др Кригера, који се и сам заразио и постао мутант. Пошто је поразио Кригера, Џек се запутио ка Дојлу како би се осветио. Он успева и убија Дојла и проналази лек за себе и Валери, те бежи са острва. Након бега, Џек је успео да излечи Валери и себе.

## Пријем
Према агрегатору Metacritic, Far Cry је генерално добро прошао код критичара.

### Награде
Far Cry је био добитник разних награда на German Developer Awards-у 2004. године:
| Година | Место | Категорија                  |
| ------ | ----- | --------------------------- |
| 2004.  | 1.    | Најбоља графика             |
| 2004.  | 1.    | Најбољи дизајн нивоа и игре |
| 2004.  | 1.    | Најбоља игра с пуном ценом  |
| 2004.  | 3.    | Најбоље катсцене            |
| 2004.  | 3.    | Најбоља прича               |